# 恋の空中ぶらんこ
『恋の空中ぶらんこ』（こいのくうちゅうぶらんこ）は1976年（昭和51年）12月25日に公開された日本映画。製作は東宝映画。配給は東宝。カラー。

## 概要
サーカスの世界に生きる少女の、甘くもほほえましいはつ恋を中心に、空想と現実を巧みに織り交ぜながら少女をめぐる人々の人生の哀歓を詩情豊かに描く。

## スタッフ
- 製作：佐藤正之、岸本吟一
- 製作協力：椎野英之
- 監督：松林宗恵
- 原案・脚本：ジェームス三木
- 脚本：吉田剛
- 撮影：岡崎宏三
- 美術：本多好文
- 録音：田中信行
- 照明：小島真二
- 編集：黒岩義民
- 助監督：今村一平
- 製作担当者：徳増俊郎
- 音楽：菅野光亮
- 舞台音楽：富田慎
- サーカス演出：中村伸

## キャスト
- 松野英一郎：藤岡弘
- 村田千草：林寛子
- 松野洋三：草川祐馬
- 大河内修：佐藤佑介
- 松野政子：浅野ゆう子
- 竹田久子：池上季実子
- 村田源吉：伴淳三郎
- 江尻勝之助：大坂志郎
- 江尻まゆみ：古手川祐子
- 若林刑事：岡本信人
- 仁科礼子：本田みちこ
- 仁科タモツ：坂上忍
- 平島健：佐々木勝彦
- 司会者：月亭八方

## 同時上映
『春琴抄』
- ホリ企画制作作品。原作：谷崎潤一郎。監督：西河克己。主演：山口百恵、三浦友和。